# Peter Morsbach
Peter Morsbach (* 27. April 1956; † 22. April 2025 in Regenstauf) war ein deutscher Kunsthistoriker, Hochschullehrer und Honorarprofessor, Autor und Verleger. Sein berufliches und ehrenamtliches Engagement war eng mit dem Erhalt der Regensburger Altstadt verbunden. Er galt als Experte für Denkmalpflege und Bauforschung.

## Leben und Wirken

### Ausbildung und wissenschaftliche Tätigkeiten
Morsbach stammte aus Baden-Württemberg, lebte seit seinem 16. Lebensjahr in Regensburg und legte dort sein Abitur am Albrecht-Altdorfer-Gymnasium ab. Von 1978 bis 1986 studierte er in Regensburg, Freiburg und Bamberg Kunstgeschichte, Klassische Archäologie und schloss in Bamberg den Aufbaustudiengang Denkmalpflege an. Zudem absolvierte er beim Bayerischen Landesamt für Denkmalpflege eine Ausbildung zum Bauforscher. 1987 wurde er an der Universität in Bamberg mit dem Thema Schloss Alteglofsheim bei Regensburg: Gestalt und Geschichte eines altbayerischen Adelssitzes promoviert.
Nach Abschluss seiner Ausbildung arbeitete Morsbach von 1987 bis 1989 als wissenschaftlicher Mitarbeiter bei Kunstsammlungen des Bistums Regensburg, von 1990 bis 1991 beim Diözesanbauamt Augsburg und von 2004 bis 2016 beim Bayerischen Landesamt für Denkmalpflege. Er betreute zudem seit 1991 rund 200 Projekte als Bauforscher, Inventarisator, Denkmalpfleger und Gutachter für historischen Städtebau. Darüber hinaus erhielt Morsbach seit 1985 Lehraufträge an der Universität in Bamberg und am Institut für Kunstgeschichte der Universität Regensburg. Seit dem Sommersemester 2002 lehrte Morsbach an der Architekturfakultät der OTH Regensburg. 2012 wurde ihm für sein besonderes Engagement im Bereich Bauforschung und Denkmalpflege sowie seinen Einsatz für den neuen, von ihm mitaufgebauten Masterstudiengang Historische Bauforschung der Titel des Honorarprofessors der OTH Regensburg verliehen.
Von 1990 bis 2015 arbeitete Morsbach an einem durch die DFG geförderten Forschungsprojekt der Universität Bamberg und der TU München zur Bau- und Kunstgeschichte des Regensburger Doms mit. Von 1995 bis 1998 war er mit dem ersten Großinventar einer historischen Industrieanlage in Bayern, des ehemaligen Eisenwerks Maximilianshütte in Maxhütte-Haidhof, betraut und war an einem von der DFG geförderten Projekt zum Technologietransfer im Spätmittelalter und der Organisation der süddeutschen Bauhütten am Beispiel des Regensburger Doms beteiligt. Ab 2015 war er in Kooperation mit der Stadt Regensburg im Forschungsprojekt Der historische Rathauskomplex von Regensburg. 750 Jahre Architektur- und Stadtbaugeschichte engagiert. Seit 2021 war er Mitglied des Netzwerks Nordalpine Baukultur des Spätmittelalters der Universitäten Dresden und Würzburg.
In einem gemeinsamen Pilotprojekt mit dem Landkreis Regensburg arbeitete Morsbach seit Anfang 2024 an der Entwicklung einer digitalen Denkmalplattform für die Region Regensburg, der MONUMENTA-Web-App, mit.

### Tätigkeit als Autor, Herausgeber und Verleger
Morsbach war als Autor oder Herausgeber an mehr als fünfzig Publikationen beteiligt, die sich überwiegend mit Kunstdenkmälern, der Baukultur und der regionalen Kunstgeschichte der Stadt Regensburg und ihrer Umgebung befassen.
2002 gründete Morsbach zusammen mit Gerald Richter den Morsbach Verlag, der zahlreiche Publikationen insbesondere zur Regensburger und bayerischen Kunstgeschichte herausbrachte.
Von 2014 bis 2022 gab Morsbach mit dem Regensburger Almanach ein Jahrbuch heraus, das wichtige Persönlichkeiten, besondere Ereignisse und gesellschaftliche Themen der Stadt Regensburg würdigte.

### Ehrenamtliche Tätigkeiten und Auszeichnungen
Morsbach war neben seiner beruflichen Tätigkeit auch ehrenamtlich mehr als 40 Jahre vorwiegend im Bereich der allgemeinen Kulturpflege, der Heimat- und der Denkmalpflege engagiert. Er galt als „unverzichtbare Koryphäe der Oberpfälzer Kultur“.
Seit 2005 war Morsbach erster Vorsitzender der Vereinigung Freunde der Altstadt Regensburg e.V. Wenige Wochen vor seinem Tod wurde er zusammen mit Achim Hubel im Vorstand der Altstadtfreunde bestätigt. Zuvor war er schon seit 1978 Mitglied und von 2003 bis 2005 zweiter Vorsitzender des Vereinigung gewesen. 2015 nahm er für den Verein mit dem Deutschen Preis für Denkmalschutz die höchstmögliche Auszeichnung für ehrenamtliche Denkmalpflege in Deutschland entgegen.
Auch im Arbeitskreis für Flur- und Kleindenkmalforschung in der Oberpfalz e.V., dessen Mitbegründer er 1978 war, war Morsbach erster Vorsitzender. Zudem war er seit 1994 Vorstandsmitglied des Oberpfälzer Kulturbundes e.V. Darüber hinaus war er Mitglied der Gesellschaft für Archäologie in Bayern (ab 1981), im wissenschaftlichen Beirat des Welterbezentrums der Stadt Regensburg (ab 2014) und der Koldewey-Gesellschaft, Vereinigung für baugeschichtliche Forschung e.V. (ab 2015).

### Privates
Am 22. April 2025 starb Peter Morsbach in Folge eines Sturzes in seinem eigenen Haus im Regenstaufer Ortsteil Karlstein.

## Auszeichnungen
- 2015: Deutscher Preis für Denkmalschutz, in Vertretung für die Vereinigung Freunde der Altstadt Regensburg[14][13]
- 2019: Kulturpreis des Landkreises Regensburg[3][15]
- 2022: Albertus-Magnus-Medaille, für seine Verdienste als Förderer der Kultur in Regensburg und sein Engagement für den Erhalt der Regensburger Altstadt[16][7]

## Schriften (Auswahl)

### Monografien (als alleiniger Verfasser)
- Regensburger Kirchen: ein Führer. Friedrich Pustet, Regensburg 1990, ISBN 978-3-7917-1253-6.
- Oberschwaben und Schwäbische Alb: Kunst, Kultur und Landschaft zwischen mittlerem Neckar und Iller. DuMont, Köln 1999, ISBN 978-3-7701-4701-4.
- Wallfahrtskirchen in Niederbayern. Friedrich Pustet, Regensburg 2006, ISBN 978-3-7917-2006-7.
- Die Erbauer des Doms. Die Geschichte der Regensburger Dommeisterfamilie Roriczer-Engel. Schnell & Steiner, Regensburg 2008, ISBN 978-3-7954-2036-9.
- Kirchen der Pfarrei Trausnitz. Morsbach Verlag, Regensburg 2017, ISBN 978-3-96018-004-3.
- Die Brüder Asam: Vom Leben im Theater der Kunst. Friedrich Pustet, Regensburg 2. Aufl. 2018, ISBN 978-3-7917-6131-2.
- „Diesen Geist der mittelalterlichen Baukunst wach zu halten“. 100 Jahre Staatliche Dombauhütte Regensburg 1923-2023. Schnell & Steiner, Regensburg 2023, ISBN 978-3-7954-3742-8.

### Monografien (mit anderen Verfassern gemeinsam)
- mit Wilkin Spitta: Wallfahrtskirchen in der Oberpfalz. Friedrich Pustet, Regensburg 2005, ISBN 978-3-7917-1943-6.
- mit Wilkin Spitta: Wallfahrtskirchen in Niederbayern. Friedrich Pustet, Regensburg 2006, ISBN 978-3-7917-2006-7.
- mit Gerald Richter: Kirchen und Kapellen der Pfarrei Frauenberg. Morsbach Verlag, Regensburg 2006, ISBN 978-3-937527-09-3.
- mit Uwe Moosburger: Regensburg und Europa im Mittelalter: Wege der Architektur. Friedrich Pustet, Regensburg 2006, ISBN 978-3-7917-2237-5.

### Herausgeberschaften
- Der Dom zu Regensburg. Ausgrabung, Restaurierung, Forschung. Domkreuzgang und Domkapitelhaus. Schnell & Steiner, Regensburg 1989, ISBN 978-3-7954-0649-3.

- Das Jahr, das anders war. MZ Buchverlag, Regenstauf 2020, ISBN 978-3-86646-386-8.